# Pneumoconiose
Pneumoconiose é uma doença pulmonar ocupacional com padrão restritivo causada pela inalação de poeiras inorgânicas, geralmente associada a trabalho em metalúrgicas, construtoras, mecânicas ou minas.

## Tipos
Dependendo do tipo de poeira, existem varias variantes da doença.
As variantes incluem:
- Antracose ou "pulmão negro" - poeira de carvão
- Asbestose - poeira de asbesto
- Silicose ou "doença do esmeril" - poeira de sílica
- Fibrose de bauxita - poeira de bauxita
- Beriliose - poeira de berílio
- Siderose ou "pulmão de soldador" - poeira de ferro
- Bissinose - poeira de algodão
- Siderossilicose - misto de poeira contendo sílica e ferro

Outras
Pulmão do Labrador, encontrado originalmente em mineiros do Labrador, Canadá, causado por uma mistura de poeira contendo ferro, sílica e antofilite, um tipo de amianto.
Especula-se que astronautas sujeitos a uma exposição prolongada à poeira lunar podem ser susceptível a um tipo de pneumoconiose. De momento não houve casos, mas nas futuras missões lunares serão tomadas precauções contra a exposição.
Pneumoconiose em combinação com múltiplas pulmonares nódulos reumatóides em artrite reumatóide nos doentes é conhecido como síndrome de Caplan.
Doença dos pipoqueiros: emissões de poeiras de condimentos utilizados na produção de manteiga de pipocas de microondas.

## Sinais e sintomas
Nos estágios iniciais pode não ter sintomas e apenas aumentar o risco de câncer de pulmão e outras neoplasias do sistema respiratório. Indicações positivas sobre a avaliação do paciente:
- Tosse seca;
- Dificuldade para respirar;
- Ponta dos dedos agrandados.

## Diagnóstico
Radiografia do tórax pode mostrar uma característica desigual, subpleurais, bibasilar infiltrados intersticiais ou pequenas radiolucencies cística chamada faveolamento.